# Lunatico
Lunatico – argentyński koń wyścigowy (ur. 25 września 1922, zmarły na wolności), właścicielem konia był Carlosa Gardel.
Rodzice konia to Saint Emilion (Argentyna) ur. 1913, oraz Golden Moon (Argentyna) urodzona w 1913. Lunático pochodził z dobrej linii. Koń został zakupiony przez Carlos Gardel w 1925 i osiągnął średnie sukcesy w wyścigach. Po pobycie w stajniach pasł się w prowincji Santa Fe. W 1933 roku został wypuszczony na wolność, żeby tam dożyć swoich dni. Irineo Leguziano był częstym dżokejem. Lunático zarobił na torze wyścigowym 5000 pesos w 1925. Ścigał się 34 razy, wygrał 11 razy i zarobił 72 tys. pesos. Pierwszy wyścig wygrał w 1926 roku.